# Llengües del Canadà

Llengües majoritàries al Canadà
1:Anglés 2:Bilingüe 3:Francès

Les llengües del Canadà, és a dir, les que es parlen al Canadà, són nombroses. Tanmateix, només l'anglès (que coneix el 90% dels canadencs), francès (que coneix el 60% de la població) i certes llengües aborígens tenen estatus oficial. La constitució del Canadà en si reconeix dues llengües oficials, anglès i francès, i totes les actes constitucionals estan en ambdues llengües. Destaca l'inuktitut pel seu estatus oficial a Territoris del Nord-oest, a Nunavut i a Nunavik, Quebec.
D'acord amb el cens 2001, de 29,6 milions de canadencs (33 milions al juny de 2006), els anglòfons representen al voltant del 59,3% (17,3 milions) i els francòfons 22,9% (6,7 milions) de la població respectivament. L'11,6% (5,2 milions) tenien una altra llengua materna. Uns altres 380.000 tenien més d'una llengua materna.
L'anglès pertany a les família germànica com l'alemany. Les llengües romàniques i germàniques, oficials (anglès i francès) o no (espanyol, italià, alemany, portuguès i altres) són d'origen indoeuropeu, branca occidental (centum). Les llengües maternes de la majoria dels canadencs, al voltant del 80% (més de 25 milions) comparteixen aquest origen.

## Distribució geogràfica
La següent taula detalla la població de cada província i territori, amb el total de població nacional, segons la llengua més parlada a la llar (“llengua materna”).
| Província/Territori      | Població total | Anglès     | %     | Francès   | %     | Altres llengües | %     | Llengua oficial                                          |
| ------------------------ | -------------- | ---------- | ----- | --------- | ----- | --------------- | ----- | -------------------------------------------------------- |
| Ontario                  | 12.028.895     | 9.789.937  | 81,4% | 304.727   | 2,5%  | 1.934.235       | 16,1% | anglès (de facto), francès (de iure)                     |
| Quebec                   | 7.435.905      | 787.885    | 10,6% | 6.085.152 | 81,8% | 562.860         | 7,6%  | francès                                                  |
| Colúmbia Britànica       | 4.074.800      | 3.380.253  | 83,0% | 19.361    | 0,5%  | 676.911         | 16,6% | anglès (de facto)                                        |
| Alberta                  | 3.256.356      | 2.915.867  | 89,5% | 21.347    | 0,7%  | 319.142         | 9,8%  | anglès (de facto)                                        |
| Manitoba                 | 1.133.515      | 997.598    | 88,0% | 20.515    | 1,8%  | 115.398         | 10,1% | anglès (de facto), francès (de iure)                     |
| Saskatchewan             | 953.850        | 900.231    | 94,4% | 4.318     | 0,5%  | 49.301          | 5,2%  | anglès (de facto)                                        |
| Nova Escòcia             | 903.090        | 868.408    | 96,2% | 17.871    | 1,9%  | 16.811          | 1,9%  | anglès (de facto)                                        |
| Nova Brunswick           | 719.650        | 496.850    | 69,0% | 213.878   | 29,7% | 8.913           | 1,2%  | anglès, francès                                          |
| Terranova i Labrador     | 500.605        | 494.695    | 98,9% | 740       | 0,1%  | 5.170           | 1,0%  | anglès (de facto)                                        |
| Illa del Príncep Eduard  | 134.205        | 130.270    | 97,1% | 2.755     | 2,1%  | 1.175           | 0,9%  | anglès (de facto)                                        |
| Territoris del Nord-oest | 41.055         | 36.918     | 89,9% | 458       | 1,1%  | 3.678           | 9,0%  | anglès, francès, llengües aborígens                      |
| Yukon                    | 30.195         | 28.711     | 94,8% | 578       | 1,9%  | 985             | 3,3%  | anglès, francès                                          |
| Nunavut                  | 29.325         | 13.120     | 44,7% | 228       | 0,8%  | 15.950          | 54,5% | Llengües inuit (inuktitut, inuinnaqtun), anglès, francès |
| Canadà                   | 31.241.446     | 20.840.743 | 66,7% | 6.691.928 | 21,4% | 3.710.529       | 11,9% | anglès, francès                                          |

## Biligüisme i multiculturalisme o bilingüisme anglès/francès

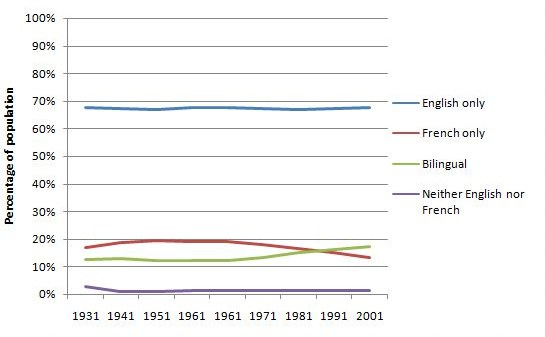
Capacitat dels canadencs de comprendre anglès i francès 1941-2006./>

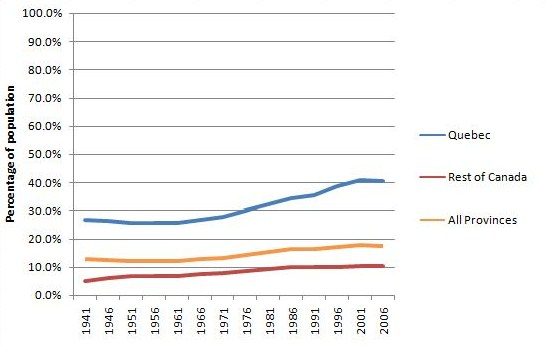
Percentatge de bilingüisme a Canadà, Quebec i la resta del Canadà, 1941-2001.

## El francès fora de Quebec
| Província/Territori      | 1971 | 1981 | 1991 | 1996 |
| ------------------------ | ---- | ---- | ---- | ---- |
| Nova Brunswick           | 0.92 | 0.93 | 0.93 | 0.92 |
| Ontario                  | 0.73 | 0.72 | 0.63 | 0.61 |
| Nova Escòcia             | 0.69 | 0.69 | 0.59 | 0.57 |
| Illa del Príncep Eduard  | 0.60 | 0.64 | 0.53 | 0.53 |
| Manitoba                 | 0.65 | 0.60 | 0.49 | 0.47 |
| Yukon                    | 0.30 | 0.45 | 0.43 | 0.46 |
| Territoris del Nord-oest | 0.50 | 0.51 | 0.47 | 0.43 |
| Terranova i Labrador     | 0.63 | 0.72 | 0.47 | 0.42 |
| Alberta                  | 0.49 | 0.49 | 0.36 | 0.32 |
| Saskatchewan             | 0.50 | 0.41 | 0.33 | 0.29 |
| Colúmbia Britànica       | 0.30 | 0.35 | 0.28 | 0.29 |

## Llengües aborígens
Canadà té una gran varietat de llengües ameríndies que són parlades arreu del país. Hi ha 11 grups lingüístics amerindis, que parlen un total de 65 llengües i dialectes. D'ells només el cree, l'inuktitut i l'idioma ojibwa compten amb un important nombre de parlants per a considerar viable la seva supervivència a llarg termini.
Dos dels territoris del Canadà han concedit estatut oficial a les llengües nadiues. A Nunavut, inuktitut i inuinnaqtun són llengües oficials al costat de l'anglès i del francès, i inuktitut és la llengua vehicular comuna al govern territorial. Als Territoris del Nord-oest, la Llei de Llengües Oficials declara que hi ha 11 llengües diferents: chipewyan, cree, anglès, francès, gwich'in, inuinnaqtun, inuktitut, inuvialuktun, North Slavey, South Slavey i Tłįchǫ. A part del francès i de l'anglès, les altres llengües no són vehiculars a l'administració; l'estatut oficial autoritza als ciutadans a rebre serveis government; l'estatut oficial caracteritza el dret a rebre aquests serveis a qui ho demani.
Segons el cens del 2006, menys de l'1% dels canadencs (250.000 individus) poden parlar una llengua indígena. Al voltant de la meitat (129.865) declaren usar habitualment una llengua indígena a la llar.
En asbència d'estructures estatals els acadèmics classifiquen les llengües ameríndies ameríncies del Canadà per regions dins àrees culturals o per la seva família lingüistica.
- Àrea cultural àrtica – (llengües esquimoaleutianes)
- Àrea cultural subàrtica - (Na-Dené – llengües àlgiques)
- Area Cultural dels Boscos del Nord-Est – (llengües àlgiques i llengües iroqueses)
- Àrea cultural de la Planura - (llengües siouan)
- Àrea cultural de la Meseta del Nord-oest – (llengües salish)
- Àrea cultural de la costa Pacífic del Nord-oest - (Haida, Tsimshian i llengües wakash)

| Llengües ameríndies           | Nombre de parlants | Llengua materna | Llengua ètnica |
| ----------------------------- | ------------------ | --------------- | -------------- |
| Cree                          | 99.950             | 78.855          | 47.190         |
| Inuktitut                     | 35.690             | 32.010          | 25.290         |
| idioma ojibwa                 | 32.460             | 11.115          | 11.115         |
| Innu                          | 11.815             | 10.970          | 9.720          |
| Dene suline                   | 11.130             | 9.750           | 7.490          |
| Oji-Cree (Anishinini)         | 12.605             | 8.480           | 8.480          |
| Mi’kmaq                       | 8.750              | 7.365           | 3.985          |
| Llengües sioux (dakota/sioux) | 6.495              | 5.585           | 3.780          |
| Atikamekw                     | 5.645              | 5.245           | 4.745          |
| llengua blackfoot             | 4.915              | 3.085           | 3.085          |
| Tłįchǫ o Dogrib               | 2.645              | 2.015           | 1.110          |
| Algonquí                      | 2.685              | 1.920           | 385            |
| Carrier                       | 2.495              | 1.560           | 605            |
| Gitksan                       | 1.575              | 1.175           | 320            |
| Chilcotin                     | 1.400              | 1.070           | 435            |
| North Slave (Hare)            | 1.235              | 650             | 650            |
| South Slave                   | 2.315              | 600             | 600            |
| Malecite                      | 790                | 535             | 140            |
| Chipewyan                     | 770                | 525             | 125            |
| Inuinnaqtun                   | 580                | 370             | 70             |
| Kutchin-Gwich'in (Loucheaux)  | 570                | 355             | 25             |
| Mohawk                        | 615                | 290             | 20             |
| Shuswap                       | 1.650              | 250             | 250            |
| Nisga'a                       | 1.090              | 250             | 250            |
| Tlingit                       | 175                | 0               | 0              |